# Breitfurt

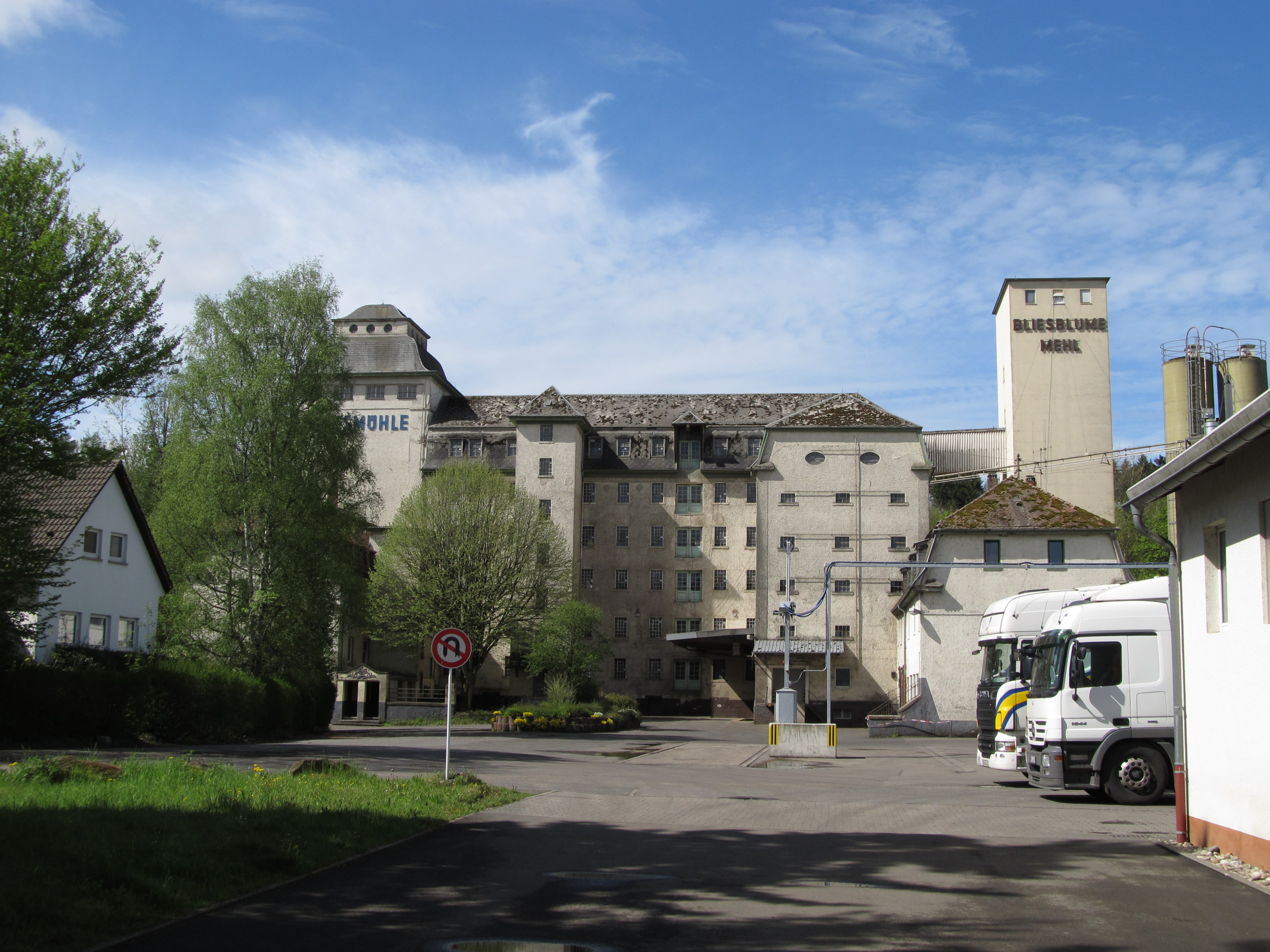
Bliesmühle in Breitfurt

Breitfurt (im örtlichen Dialekt Bräwadd) ist ein Stadtteil von Blieskastel im saarländischen Saarpfalz-Kreis. Bis Ende 1973 war Breitfurt eine eigenständige Gemeinde im Landkreis Homburg.

## Geographie
Breitfurt liegt im Bliesgau rund 4,5 km südsüdwestlich von Blieskastel an der Blies auf 217 m ü. NHN. Wenige Kilometer ostsüdöstlich befindet sich der Große Kahlenberg, der Standort der Aussichtsturmruine Alexanderturm.

## Geschichte
Schon in keltischer und römischer Zeit war die Gegend vor allem um den heutigen Kirchheimer Hof besiedelt. Der Hof erhielt seinen Namen nach einem dort aufgelassenen mittelalterlichen Dorf. Es befand sich dort in der erhöhten Lage ein heidnisches Quellheiligtum. Die Quelle wurde später der Heiligen Odilia gewidmet.
Aus eben dieser römischen Zeit stammen auch zwei lebensgroße Reiterstatuen aus Sandstein, die 1887 in einem alten Steinbruch entdeckt wurden. Die nie fertiggestellten Skulpturen sind die größten antiken Reiterstandbilder nördlich der Alpen.
Im Jahr 1271 wird Breitfurt erstmals urkundlich erwähnt. Seit dem 15. Jahrhundert existiert in Breitfurt eine Mühle, die heute die größte Mühle westlich des Rheins ist.
Im Rahmen der saarländischen Gebiets- und Verwaltungsreform wurde die bis dahin eigenständige Gemeinde Breitfurt am 1. Januar 1974 der Stadt Blieskastel zugeordnet. Breitfurt ist seitdem ein Stadtteil und ein Gemeindebezirk.

### Namensursprung
Der Ortsname leitet sich von einer breiten Furt im Fluss Blies ab. Durch diese konnten die Menschen den Fluss zu Zeiten, als es noch keine Brücke gab, problemlos durchqueren.

## Politik
Ergebnis der Bundestagswahl vom 24. September 2017.
- CDU: 25,7 %
- SPD: 40,0 %
- DIE LINKE: 12,3 %
- GRÜNE: 5,9 %
- AFD: 6,4 %
- FDP: 4,5 %
- ANDERE: 5,2 %

Die Wahlbeteiligung lag bei 77,2 %

### Ortsrat
Ergebnis der Ortsratswahlen vom 9. Juni 2024:
- SPD: 53,38 %, 5 Sitze
- CDU: 46,62 %, 4 Sitze

(Stand: Juni 2024)

### Ortsvorsteher
Ortsvorsteher ist seit dem 22. Februar 2016 Martin Moschel (SPD). Sein Stellvertreter ist Christoph Brengel (CDU).

## Sehenswertes
In Breitfurt befinden sich mehrere sehenswerte Bauwerke, die in der Denkmalliste des Saarlandes als Einzeldenkmal aufgeführt sind. Dazu gehören die protestantische Pfarrkirche aus dem 18. Jahrhundert, ein Erbhof (sog. „Haus Schetting“) von 1804 und 1913, mehrere Wohnhäuser aus dem 18. und 19. Jahrhundert, das Gasthaus „Zur Linde“ von 1764, sowie das ehemalige Bahnhofsempfangsgebäude von 1885.

## Vereine
In der AG Breitfurter Vereine haben sich 19 Ortsvereine zusammengeschlossen.

## Persönlichkeiten
- Alexandre Louis Guillaume Jacomin de Malespine (1821–1893), deutsch-französischer Adeliger, Gutsherr auf dem Kirchheimer Hof, Stifter der kath. Pfarrei Bliesdalheim und des nach ihm benannten Alexanderturmes auf dem Kahlenberg